# São Pedro de Vade
São Pedro de Vade (oficialmente, Vade (São Pedro)) es una freguesia portuguesa situada en el municipio de Ponte da Barca. Según el censo de 2021, tiene una población de 240 habitantes.